# 더 호러스
더 호러스(The Horrors)는 잉글랜드의 인디 록 밴드이다.